# 佩尔蒂·涅米宁 (诗人)
汉努·佩尔蒂·涅米宁（芬蘭語：Hannu Pertti Nieminen，1929年6月29日—2015年11月8日），芬兰诗人及汉语古典文学翻译家。
涅米宁在1948年从瓦萨高中毕业，1951年取得中小学教师职称。在作为作家的同时他在1951至1989年间在许温凯担任中小学教师。
除了从中文外，涅米宁也从诸如英语和瑞典语等其他语言翻译过诗歌、剧本和短篇小说。有的译本被芬兰广播公司采纳并在广播中播出。他曾在几年时间内在例如赫尔辛基大学等地教授汉语及文化，并在1980年代参与过圣经的翻译工作。有人认为涅米宁的命运跟奥托·曼尼宁相似，自己的诗歌创作被翻译工作掩盖了。
在其散文和评论等写作中，涅米宁试图去纠正西方世界对于中国诗歌的一些普遍流行的部分错误性的看法。
佩尔蒂·涅米宁的儿子凯·涅米宁如同父亲一样也是诗人和翻译家，但是他的专业是日语文学翻译。他的另外一个儿子汉努·涅米宁是赫尔辛基大学沟通政策学的教授。

## 获奖
- 埃诺·雷诺奖（芬蘭語：Eino Leinon palkinto），1962年
- 米卡埃尔·阿格里科拉奖（芬蘭語：Mikael Agricola -palkinto），1992年
- 芬兰奖（芬蘭語：Suomi-palkinto），1994年
- 芬兰文化基金（芬蘭語：Suomen Kulttuurirahasto）的特别奖，2001年